# August Wilhelm Hupel
August Wilhelm Hupel   (Buttelstedt, 25 de febrer de 1737 - Paide, 18 de gener de 1819) va ser un publicista, estònofil i lingüista alemany del Bàltic.

## Biografia
August Wilhelm Hupel va néixer al Ducat de Saxònia-Weimar, fill gran de Christian Friedrich Hupel, diaca i pastor, i de Barbara Christiana von Spankau, d'origen noble.
Va estudiar al Gimnàs de Weimar i des de 1754 fins a 1757 a la Universitat de Jena. Encara que inicialment va planejar estudiar medicina, finalment va escollir la teologia per recomanació del seu pare. Com que el pare de Hupel va morir durant els seus estudis universitaris, va haver d'acabar-los ràpidament i començar a buscar una feina favorable per mantenir la seva família.
A Hupel se li va oferir una feina com a tutor a casa tant a Silèsia com a Livònia. Atès que la Guerra dels Set Anys estava aleshores en marxa, va escollir la segona. Hupel va arribar a Riga a la tardor de 1757, planejant treballar a Livònia només uns quants anys. De fet, es va instal·lar ràpidament, romanent-hi durant la resta de la seva vida.
Probablement ja el 1758, Hupel va aconseguir una feina a Äksi, i uns anys més tard va ser nomenat pastor de la congragació Äksi. El 1764, però, va aconseguir convertir-se en pastor de la molt més prestigiosa parròquia de Põltsamaa de la  congregació Nigulista de Põltsamaa, on hi va haver un auge econòmic en aquell moment i la posició de mestre financer de l'església estava més que satisfactòriament assegurada.

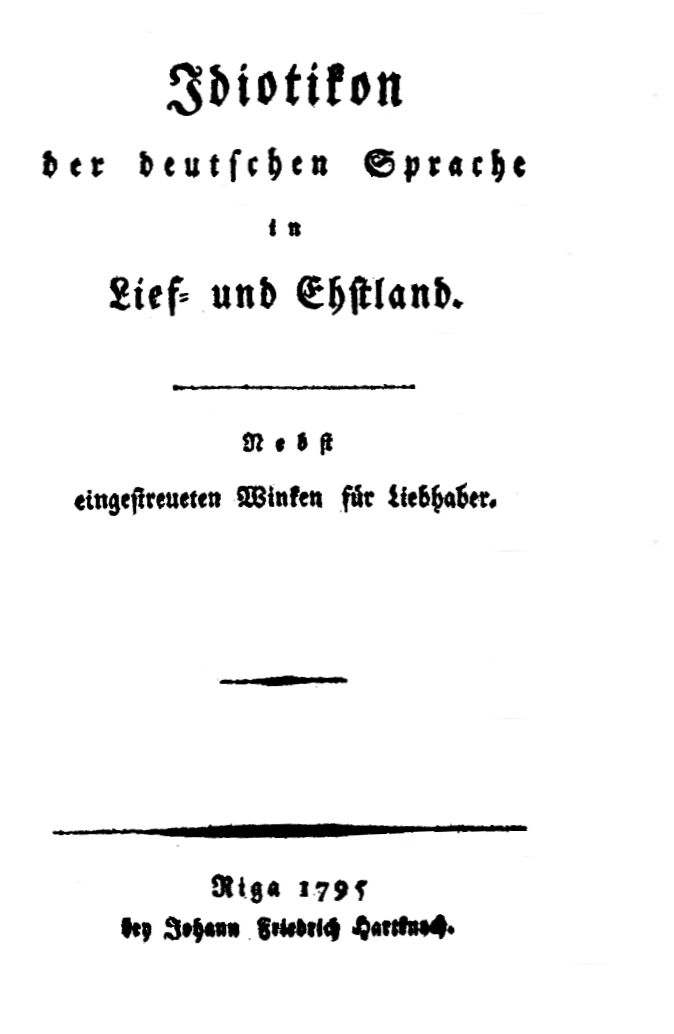

Com a pastor, Hupel va destacar com una persona activa que es va preocupar amb zel per la vida espiritual tant dels estonians com dels alemanys. Segons les seves opinions, Hupel era un racionalista i un partidari de la il·lustració popular, per això va contribuir de totes maneres a l'avenç de l'educació escolar i la vida econòmica. També va organitzar el cercle de lectura Põltsamaa, que va unir intel·lectuals locals durant més de 30 anys (des de finals de la dècada de 1760 fins a 1799.
Hupel també va ser un escriptor prolífic, que va llegar a les generacions futures descripcions valuoses de les condicions econòmiques, geogràfiques, naturals i moltes altres d'Estònia i Livònia a l'obra de quatre volums Topographische Nachrichten von Lief- und Ehstland (1772-1785]) i Neue nordische Miscellaneen. Totes aquestes publicacions van comptar amb nombrosos col·laboradors d'arreu de Livònia i Estònia. El seu treball exhaustiu va ser valorat tant pels contemporanis com per les generacions futures, però és especialment important que els historiadors coneguin les condicions de l'època.
Juntament amb el metge local Peter Ernst Wilde, va publicar la primera seqüela en estonià Lühhike öppetus a Põltsamaa (va traduir els textos alemanys de Wilde a l'estonià). A més, Hupel va publicar un llibre de text agrícola en dos volums i també va treballar com a investigador i innovador de la llengua estoniana. A més, Hupel va col·laborar en altres publicacions tant als Estats Bàltics com a Alemanya.
El 1766–1767, va traduir per a Lühhike öppetus, la primera publicació periòdica en estonià, editada per Peter Ernst Wilde. El 1771, va publicar un llibre de text de medicina, Arsti ramat nende juhhatamisseks kes tahtvad többed ärra-arvada ning parrandada (Manual de diagnòstic mèdic i assistència sanitària, literalment llibre del metge per instruir a aquells que volen endevinar i reparar malalties).
El 1780, Hupel va completar un tractat de gramàtica estoniana,  Sprachlehre für beide Hauptdialekte, den revalschen und den dörptschen, nebst einem vollständigen Wörterbuch. La primera impressió del diccionari contenia unes 17.000 paraules i descripció de la seva morfologia. La segona impressió, impresa el 1820, havia crescut fins a unes 20.000 paraules.
Les seves obres es caracteritzen principalment pel seu esperit il·lustrat i una actitud força favorable cap als camperols, els estonians i els letons. No obstant això, no es pot considerar un estòniofil, perquè considerava que el govern i l'ordre social actuals eren totalment adequats i només demanava canvis econòmics i canvis que milloressin les condicions de vida dels pagesos, no un canvi radical en la manera de viure de la gent. L'actitud cautelosa de Hupel també va ser evident durant la Revolució Francesa, a la qual es va oposar completament des del principi.
Hupel era un materialista però defensava l'existència d'una ànima immortal. Va argumentar que l'ànima es compon d'un tipus de matèria semblant a l'èter subtil.

## Obres
- "Ehstnische Sprachlehre für beide Hauptdialekte, den revalschen und den dörptschen; nebst einem vollständingen Wörterbuch" (1780)
- Topographische Nachrichten von Lief- und Ehstland
  - Hupel, August Wilhelm. Johann Friedrich Hartknoch. Topographische Nachrichten von Lief- und Ehstland. Erster Band, 1774.
  - Hupel, August Wilhelm. Johann Friedrich Hartknoch. Topographische Nachrichten von Lief- und Ehstland. Zweiter Band, 1777.
  - Hupel, August Wilhelm. Johann Friedrich Hartknoch. Topographische Nachrichten von Lief- und Ehstland. Dritter und lelzter Band, 1782.
  - Hupel, August Wilhelm. Johann Friedrich Hartknoch. Die gegenwärtige Verfassung der Rigischen und der Revalschen Statthalterschaft, 1789.
- Miscel·lània nòrdica
- Breu tutorial
- Llibre d'un metge per a la guia d'aquells que volen eliminar i reparar ferides (traducció de l'original de Wilde)
- Anmerkungen und Zweifel über die gewöhnlichen Lehrsätze vom Wesen der menschlichen und thierischen Seele (1774)